# Tranzicijska pravda
Tranzicijska pravda je dio prava koji izučava načine postupanja prema prošlim kršenjima ljudskih prava u društvima u tranziciji i predstavlja jedan od najvažnijih instrumenata procesa demokratizacije koji vode međunarodne organizacije jer može funkcionirati kao efikasan katalizator postkonfliktnog pomirenja i stabilizacije.
Tranzicijska pravda bavi se izazovima sa kojima se društva u tranziciji — bilo od rata ka miru, ili od autoritarne vlasti ka demokratskom uređenju — suočavaju kada se treba boriti sa nasljeđem masovnih kršenja ljudskih prava. Ovo je nova disciplina unutar domene ljudskih prava, a njezini korijeni se mogu pratiti sve do suđenja u Nürnbergu, iako je sam izraz ušao u suvremeni politički rječnik tek nakon posthladnoratovskog perioda.